# Christus te midden van de schriftgeleerden

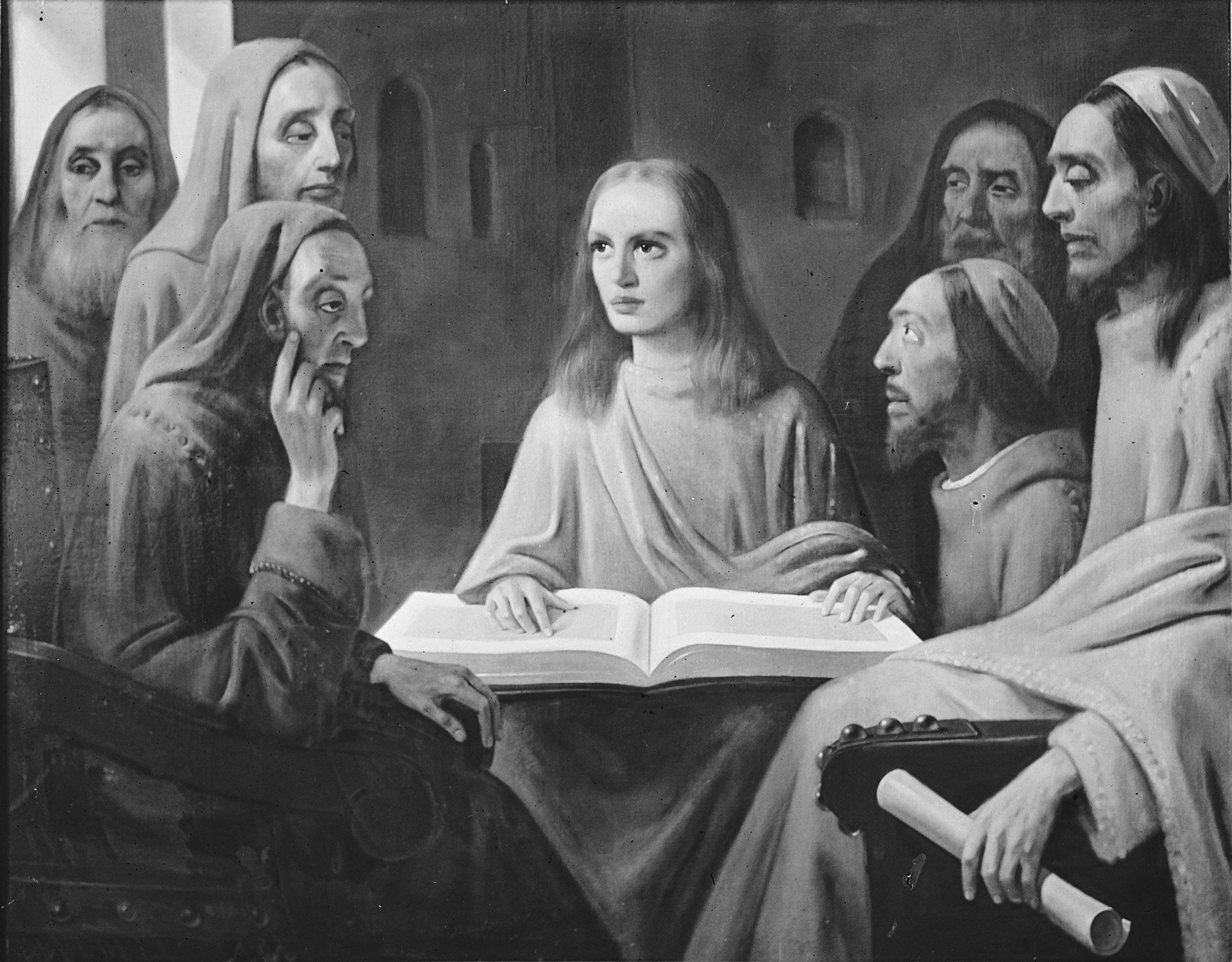
Christus te midden van de schriftgeleerden

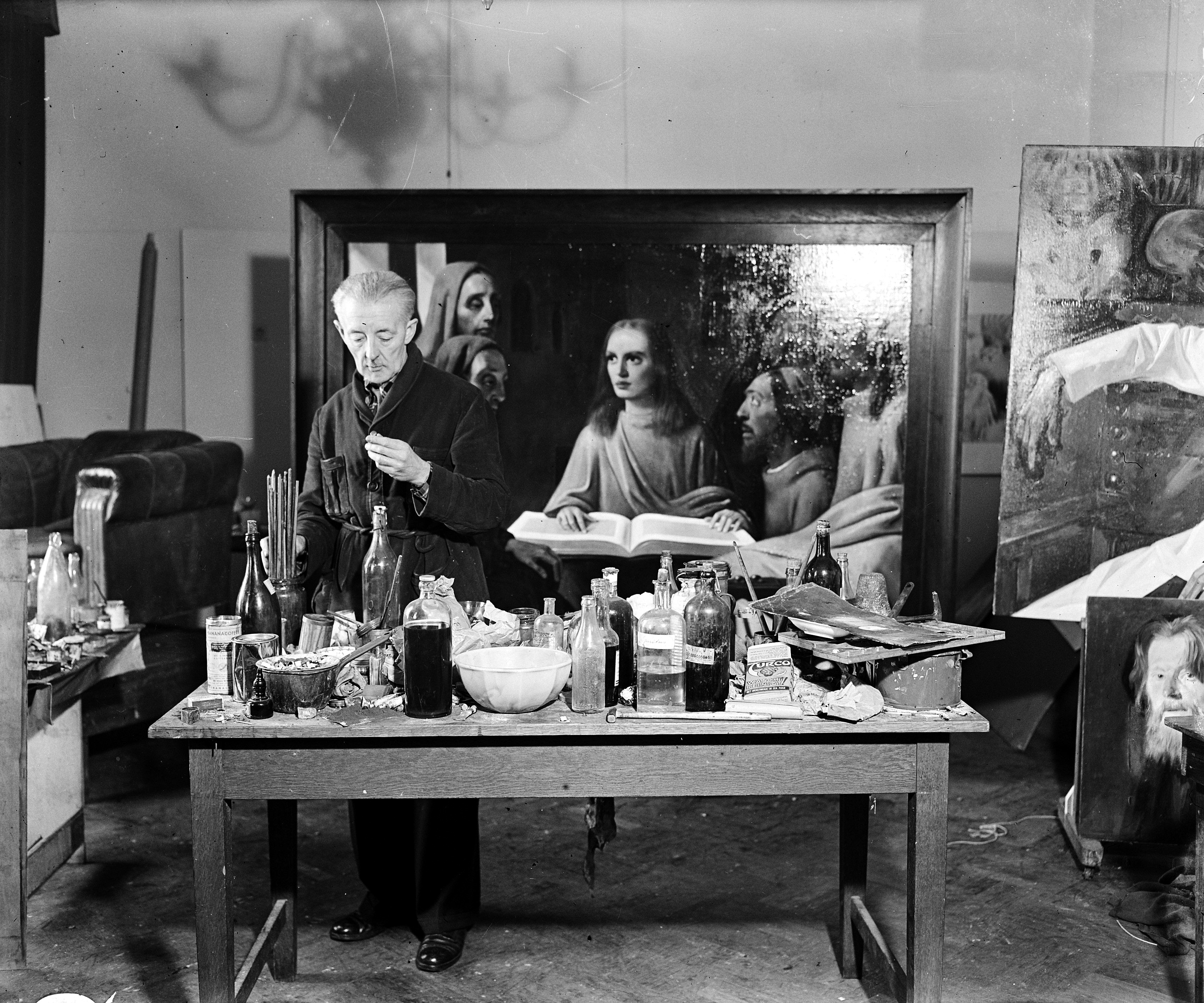
Van Meegeren in 1945 met op de achtergrond het doek

Christus te midden van de schriftgeleerden (ook Christus en de Schriftgeleerden, Christus in de tempel of Christus, lerende in de tempel) is een schilderij van Han van Meegeren gemaakt in 1945 in de stijl van Johannes Vermeer, speciaal gemaakt om de kwaliteiten als meester-vervalser aan te tonen.
Het olieverfschilderij beeldt Christus in de tempel af. Volgens laat-20e-eeuwse opvattingen is het schilderij sentimenteel, lelijk van kleurstelling, anatomisch matig uitgewerkt en als geheel dan ook foeilelijk. Het is zeker niet van het hoge artistieke niveau van Johannes Vermeer. Toch kon uit de omgang met chiaroscuro en pigmenten worden opgemaakt dat Han van Meegeren de techniek van de Hollandse meesters beheerste.
De Volkskrant oordeelde in 1945 dat het schilderij "een onweerlegbaar bewijs vormt van zijn virtuoze bekwaamheid als schilder." Anthony van Kampen schreef in 1950 dat het schilderij "een mens doet huiveren als hij die Christus ziet: zo schoon, onwerelds hoog, zo puur en klaar. En toch een leugen, een geniale leugen."

## Geschiedenis
Van Meegeren werd in 1945 gearresteerd. Hij probeerde onder een veroordeling wegens collaboratie en verkoop van kunstschatten aan Hermann Göring uit te komen door te beweren dat hij Vermeers en andere Hollandse meesters had vervalst. Justitie, de gedupeerde musea waaronder het Museum Boijmans Van Beuningen en de voor schut gezette experts, met name Dirk Hannema, geloofden hem niet. De weinig gewaardeerde Van Meegeren zou volgens hen niet tot dergelijke vervalsingen in staat zijn geweest.
Om het bewijs te leveren vroeg Van Meegeren om een oud doek, gereedschap, verfstoffen, olie en terpentijn. Zo ontstond op de grote zolder van het Bureau Bestrijding Vermogensvlucht aan de Herengracht in Amsterdam (het gebouw van kunsthandel Goudstikker, in gebruik bij het Militair Gezag) een onder streng toezicht vervaardigd olieverfschilderij op doek. De totstandkoming werd gefilmd en gefotografeerd. Vlak voordat het werk gereed was werd het door het Polygoonjournaal en de pers bezichtigd.

## Nalatenschap
De nalatenschap van Han van Meegeren, waaronder Christus in de Tempel werd in augustus 1950 geveild. Het doek bracht 3.000 gulden op, nu ongeveer € 10.500. Volgens onbevestigde geruchten zou het schilderij enige tijd in een kerk in Johannesburg hebben gehangen. In 1990 werd het schilderij geveild door Sotheby's voor 13.200 pond en werd gekocht door een kunstverzamelaar uit Londen.
In 1996 dook het schilderij op bij Christie's in Amsterdam en het werd voor 66.000 gulden geveild. De koper, kunsthandelaar Loek Brons, bood het schilderij in 1997 voor € 165.000 aan op de Tefaf in Maastricht. Het werd door een Haarlemse familie gekocht die het doek inmiddels alweer zou hebben doorverkocht. De huidige bewaarplaats en de eigenaar zijn onbekend.